# Akundún (canción)
«Akundún» es una canción compuesta por el cantautor hispano-peruano Miki González. Es la primera canción que forma parte de su cuarto álbum de estudio del mismo nombre, publicado en 1992.

## Información
Es una de las canciones más destacados del álbum, junto con los temas «La pequeña» y «A gozar sabroso».

### Composición
La canción es un panalivio con arreglos de dance hall reggae y la introducción son los primeros compases de El cóndor pasa de Daniel Alomía Robles.

## Significado de la letra
En una entrevista hecho por la radio peruana, RPP Noticias, el artista contó que días después del lanzamiento del tema, Amador Santa Cruz le confesaría que esa palabra que usó para su canción tiene un curioso significado:

«“Resulta que Akundún, ya existía, y era usada por los afroperuanos para referirse al sexo, algo que no tenía pensado para la canción por ningún lado”»
, confiesa Miki González entre risas.